# Bolbelasmus minor
Bolbelasmus minor là một loài bọ cánh cứng trong họ Geotrupidae. Loài này được Linell miêu tả khoa học năm 1896.